# ロジャー・ボボ
ロジャー・ボボ（Roger Bobo、1938年6月8日 - 2023年2月12日）は、アメリカ合衆国のテューバ奏者。ソリストのほかオーケストラ奏者としても活動していた。

## 経歴
1938年6月8日、米カリフォルニア州ロサンゼルスに生まれる。
イーストマン音楽院を卒業後、1961年にカーネギー・ホールで初のリサイタルを開催。アムステルダム・コンセルトヘボウ管弦楽団、ロサンジェルス・フィルハーモニックの首席チューバ奏者を歴任し、1966年にはロサンゼルス金管五重奏団を結成。1990年以降はイタリアのフィエゾレ音楽院、スイス・ローザンヌ音楽院など欧州で教鞭を執り、2001年5月29日にイタリア・リーヴァ・デル・ガルダで開催されたコンサートを以て現役引退。
2006年に東京へ移り、武蔵野音楽大学で後進の指導に当たる。2014年以降はメキシコ・オアハカに居住していたが、2023年2月12日、同地にて死去。享年84。
雑誌パイパーズに連載を持っていた。